# Kladruby (district de Benešov)
Pour les articles homonymes, voir Kladruby.
Kladruby (en allemand : Kladrub) est une commune du district de Benešov, dans la région de Bohême-Centrale, en République tchèque. Sa population s'élevait à 271 habitants en 2020.

## Géographie
Kladruby se trouve à 5 km au nord-est de Vlašim, à 21 km à l'est-sud-est de Benešov et à 54 km au sud-est de Prague.
La commune est limitée par Tehov au nord et à l'est, par Rataje au sud-est, par Pavlovice au sud-ouest, et par Ctiboř au nord-ouest.

## Histoire
La première mention écrite de la localité date de 1405.